# Râul Șicova
Râul Șicova (în ucraineană Шикова, transliterat: Șîkova) este un curs de apă, afluent al râului Suceava. Râul izvorăște de la o cota de 533 m din munții Obcina Mare - vârful M.H. Slatina - Beznarka si dealul Baciului aflat pe teritoriul orașului Crasna din Bucovina (actualmente in Ucraina) și, după ce trece frontiera cu România, se varsă în râul Suceava în cartierul Laura din orașul Vicovu de Sus. Cartierul Laura este străbătut de la Nord la Sud de cele doua răuri paralele Râul Laura si Râul Șicova.

## Hărți
- Harta județului Suceava